# Likskäret (Luleå)
Likskäret is een langgerekt Zweeds eiland  (skäret) behorend tot de Lule-archipel; het ligt aan de noordoostkant van het eiland Sandön in de Sandöfjord. Het eiland heeft geen oeververbinding. Er staan talloze gebouwen, waarschijnlijk dienende tot zomerwoningen. Het noordwesten van het eiland heet Finnklipporna, hetgeen er op wijst dat dat vroeger een zelfstandig eiland was.